# Michail Iwanowitsch Brusnew

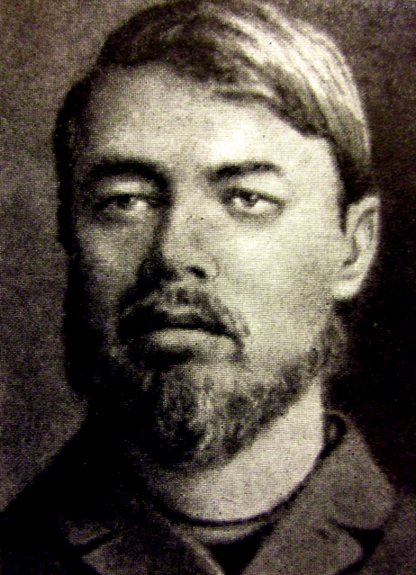
Michail Iwanowitsch Brusnew

Michail Iwanowitsch Brusnew (russisch Михаил Иванович Бруснев; * 13. Januarjul. / 25. Januar 1866greg. in Storoschewaja, Oblast Kuban, Russisches Kaiserreich; † 1. Juli 1937 in Leningrad, Sowjetunion) war ein russisch-sowjetischer Revolutionär, Ingenieur und Polarforscher.

## Leben
Brusnew wurde 1866 in der Staniza Storoschewaja im Oblast Kuban in einer Kosakenfamilie geboren. Sein Vater war 20 Jahre im militärischen Dienst, von denen er einen Großteil in kriegerischen Auseinandersetzungen verbrachte. Für seine Verdienste wurde er in den persönlichen Adelsstand erhoben und als befehlshabender Ataman des Kuban-Kosakenheeres zum Vorsteher der Staniza Storoschewaja ernannt. Michails ältere Brüder Gavriil und Jakow schlugen ebenfalls die militärische Laufbahn ein. Er selbst widersetzte sich dem Willen seines Vaters und nahm, nachdem er von 1877 bis 1885 das Gymnasium in Stawropol absolviert hatte, ein Studium am Technologischen Institut in Sankt Petersburg auf.
1889 organisierte er eine der ersten sozialdemokratischen Gruppen in Russland. Zu seinen Mitstreitern gehörten Robert Klassohn, Nadeschda Krupskaja und Leonid Krassin. Anfang 1890 organisierte die Gruppe in Sankt Petersburg bereits etwa 20 marxistische Zirkel, in denen Arbeiter von Propagandisten aus der Studentenschaft ausgebildet wurden. Weitere Zirkel wurden von bereits geschulten Arbeitern geleitet. Brusnews Gruppe führte Streiks in Fabriken an, veranstaltete eine große Demonstration während der Beerdigung des Publizisten Nikolai Schelgunow (1824–1891) und veranstaltete 1891 zum ersten Mal in Russland eine Arbeiterkundgebung zum Ersten Mai. Nach dem Abschluss seines Studiums nahm Brusnew die Stelle eines Assistenten des Leiters der Wagenabteilung in den Werkstätten der Moskau-Brest-Eisenbahn an und übersiedelte nach Moskau. Er versuchte seine Organisation nach Moskau und darüber hinaus auszudehnen. Die Brusnew-Gruppe bestand 1892 aus etwa 200 Personen. Am 26. April 1892 wurde er verhaftet. Ein Gericht verurteilte ihn zu 4 Jahren Haft und anschließende 10-jährige Verbannung nach Sibirien. Er verbüßte die Haftstrafe im Kresty-Gefängnis in Sankt Petersburg und wurde 1896 ins jakutische Werchojansk deportiert.

Die Routen der Sarja 1901, von Tolls Schlittenreise 1902 und von Koltschaks sowie Brusnews Suchexpeditionen 1903

1901 ergab sich für Brusnew die Gelegenheit, an einer von Eduard von Toll geleiteten Expedition der Kaiserlich-Russischen Akademie der Wissenschaften mit dem Schoner Sarja teilzunehmen. Ziel war das Auffinden des arktischen Sannikow-Lands, das nördlich der Bennett-Insel vermutet wurde. Brusnew gehörte zunächst zu einer Gruppe unter Führung des Geologen Konstantin Wollossowitsch, deren Aufgabe es war, Versorgungsdepots für die Hauptexpedition an den Küsten der Neusibirischen Inseln anzulegen. An der Nerpalachbucht der Kotelny-Insel kamen beide Teile der Expedition im September zusammen. Von Mai bis November 1901 leitete Brusnew die meteorologischen Beobachtungen an der von ihm aufgebauten Station Michailowski Stan. Er war auch der Fotograf der Expedition. Von Toll schickte Brusnew im Winter auf lange Schlittenreisen nach Kasatschje, um Briefe auszutauschen, und nach Bulun, um Informationen über die Schiffbarkeit der Protoka Bykowskaja, eines Mündungsarms der Lena, zu erhalten. Als von Toll und Friedrich Seeberg 1902 von ihrer Schlittenreise zur Bennett-Insel nicht zurückkehrten, leitete Brusnew 1903 eine der beiden Suchexpeditionen. Er brach im Februar zur Insel Neusibirien auf und suchte deren Küste nach Spuren der Verschollenen ab. Am Kap Wysoki fand er eine Nachricht Eduard von Tolls, die besagte, dass dieser im Juli 1902 zur Bennett-Insel aufgebrochen wäre. Brusnew traf im Dezember 1903 wieder in Kasatschje ein.
Während der Revolution von 1905 bis 1907 war Brusnew einer der Leiter des Verlags der Sozialdemokratischen Arbeiterpartei Russlands „Delo“. Anschließend zog er sich von der politischen Arbeit zurück. In den 1920er Jahren arbeitete er im Volkskommissariat für Außenhandel in Riga, Kaunas und Paris sowie später als Ingenieur bei Gipromes in Leningrad. Er starb am 1. Juli 1937 und wurde auf dem Leningrader Nikolaus-Friedhof bestattet.
Nach Michail Brusnew ist die Brusnew-Insel in der Tiksi-Bucht der Laptewsee benannt. Auf ihr steht seit 1968 ein Denkmal für Brusnew. An seinem ehemaligen Wohnhaus in Sankt Petersburg befindet sich eine Gedenktafel.

## Schriften
- Otschet natschalnika ekspedizii na Nowosibirskije ostrowa dlja okasanija pomoschtschi baronu Tollju. In: Iswestija Imperatorskoi Akademii Nauk. Band 20, Nr. 5, 1904, S. :161–194 (russisch, zoomet.ru [DjVu; 451 kB]).